# Francisco Boza
Francisco Boza (Talara, 19 settembre 1964) è un tiratore a segno peruviano.
Vanta otto partecipazioni ai Giochi olimpici e una medaglia conquistata nel Tiro a segno.

## Partecipazioni olimpiche
1. Giochi della XXII Olimpiade
2. Giochi della XXIII Olimpiade
3. Giochi della XXIV Olimpiade
4. Giochi della XXV Olimpiade
5. Giochi della XXVI Olimpiade
6. Giochi della XXVII Olimpiade
7. Giochi della XXVIII Olimpiade
8. Giochi della XXXI Olimpiade

## Palmarès
- Argento a Los Angeles 1984 (fossa olimpica)